# Reiki (Ära)
Reiki (japanisch 霊亀) ist eine japanische Ära (Nengō) von  Oktober 715 bis Dezember 717 nach dem gregorianischen Kalender. Der vorhergehende Äraname ist Wadō, die nachfolgende Ära heißt Yōrō. Die Ära fällt in die Regierungszeit der Kaiserin (Tennō) Genshō. 
Der erste Tag der Reiki-Ära entspricht dem 3. Oktober 715, der letzte Tag war der 23. Dezember 717. Die Reiki-Ära dauerte drei Jahre oder 807 Tage.

## Ereignisse
- 716 Die Provinz Izumi wird eingerichtet